# Jackie Groenen
Jackie Noëlle Groenen (Tilburg, Países Bajos; 17 de diciembre de 1994) es una futbolista neerlandesa y exjudoca que juega actualmente para el Paris Saint-Germain en la Division 1 Féminine en Francia como centrocampista. En 2017, fue nombrada Caballero de la Orden de Orange-Nasáu.
Groenen creció en Poppel, un pueblo belga al lado de la frontera con los Países Bajos. En 2014, a pesar de las insistencias de la neerlandesa, la FIFA declaró que no tenía permiso para jugar con la Selección de Bélgica, ya que no poseía un pasaporte de ese país cuando jugaba con las categorías inferiores de los Países Bajos.

## Clubes
Groenen comenzó a jugar al fútbol junto con su hermana Merel en Goirlese Sportvereniging Blauw-Wit. Después de jugar en el VV Riel y el Wilhelmina Boys, se unieron al SV Rood-Wit Veldhoven. Ambas continuaron sus carreras en el SGS Essen de la Bundesliga alemana. Jackie debutó para el club en la Copa de Alemania el 30 de enero de 2011 contra el 1. FFC Turbine Potsdam.

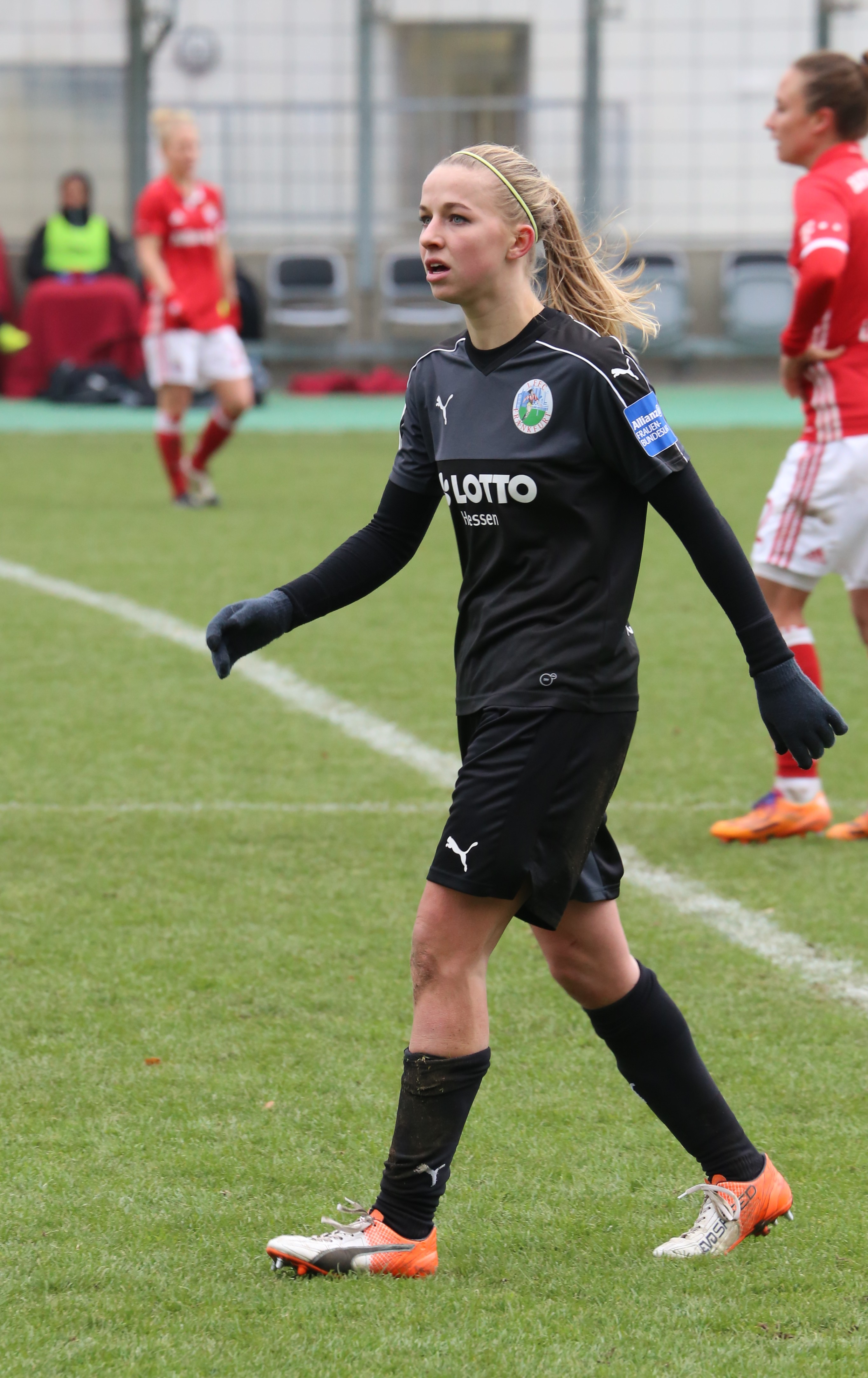
Groenen con el FFC Fráncfort

### FCR 2001 Duisburgo (2011-2013)
Groenen se unió al FCR 2001 Duisburgo en 2011 y jugó hasta su desaparición en 2013. Debutó el 7 de mayo de 2011 contra el USV Jena.

### Chelsea (2010-2011)
En febrero de 2014, Groenen fue fichada por el Chelsea. Debutó en la FA WSL el 17 de abril en un partido contra el Bristol City. Sus primeros goles llegaron el 13 de julio durante un partido de la League Cup.

### FFC Fráncfort (2015-2019)
En junio de 2015, Groenen regresó a Alemania para jugar con el 1. FFC Fráncfort. El 5 de septiembre, debutó en un partido contra el 1899 Hoffenheim.

### Manchester United (2019-2022)
El 22 de mayo de 2019, se anunció que Groenen había firmado un contrato con el Manchester United de la FA WSL inglesa. Se convirtió en la primera jugadora extranjera del equipo, habiendo estado formado completamente por jugadoras británicas. Debutó en el primer derbi femenino de Mánchester el 7 de septiembre de 2019.

### Estadísticas
Actualizado a los partidos jugados el 9 de mayo de 2021
| Club               | Temporada        | Liga             | Liga     | Liga  | Copa     | Copa  | Copa de liga | Copa de liga | Europa   | Europa | Total    | Total |
| Club               | Temporada        | División         | Partidos | Goles | Partidos | Goles | Partidos     | Goles        | Partidos | Goles  | Partidos | Goles |
| ------------------ | ---------------- | ---------------- | -------- | ----- | -------- | ----- | ------------ | ------------ | -------- | ------ | -------- | ----- |
| SGS Essen          | 2010–11          | Bundesliga       | 6        | 0     | 1        | 0     | —            | —            | —        | —      | 7        | 0     |
| FCR 2001 Duisburgo | 2011–12          | Bundesliga       | 9        | 0     | 3        | 0     | 2            | 1            | —        | —      | 14       | 1     |
| FCR 2001 Duisburgo | 2012–13          | Bundesliga       | 16       | 2     | 1        | 0     | —            | —            | —        | —      | 17       | 2     |
| FCR 2001 Duisburgo | 2013–14          | Bundesliga       | 7        | 2     | 1        | 0     | —            | —            | —        | —      | 8        | 2     |
| FCR 2001 Duisburgo | Total            | Total            | 32       | 4     | 5        | 0     | 2            | 1            | 0        | 0      | 39       | 5     |
| Chelsea            | 2014             | WSL 1            | 14       | 2     | 3        | 0     | 5            | 2            | —        | —      | 22       | 4     |
| Chelsea            | 2015             | WSL 1            | 6        | 0     | 3        | 0     | 0            | 0            | 0        | 0      | 9        | 0     |
| Chelsea            | Total            | Total            | 20       | 2     | 6        | 0     | 5            | 2            | 0        | 0      | 31       | 4     |
| 1. FFC Fráncfort   | 2015–16          | Bundesliga       | 21       | 1     | 2        | 1     | —            | —            | 7        | 0      | 30       | 2     |
| 1. FFC Fráncfort   | 2016–17          | Bundesliga       | 22       | 4     | 2        | 1     | —            | —            | —        | —      | 24       | 5     |
| 1. FFC Fráncfort   | 2017–18          | Bundesliga       | 20       | 6     | 3        | 1     | —            | —            | —        | —      | 23       | 7     |
| 1. FFC Fráncfort   | 2018–19          | Bundesliga       | 16       | 2     | 2        | 0     | —            | —            | —        | —      | 18       | 2     |
| 1. FFC Fráncfort   | Total            | Total            | 79       | 13    | 9        | 3     | 0            | 0            | 7        | 0      | 95       | 16    |
| Manchester United  | 2019–20          | WSL              | 12       | 0     | 1        | 0     | 3            | 0            | —        | —      | 16       | 0     |
| Manchester United  | 2020–21          | WSL              | 22       | 0     | 0        | 0     | 3            | 0            | —        | —      | 25       | 0     |
| Manchester United  | Total            | Total            | 34       | 0     | 1        | 0     | 6            | 0            | 0        | 0      | 41       | 0     |
| Total de carrera   | Total de carrera | Total de carrera | 171      | 19    | 22       | 3     | 13           | 3            | 7        | 0      | 213      | 25    |

1. ↑  Incluye la Copa de Alemania y la Women's FA Cup
2. ↑  Incluye la Copa Bundesliga y la League Cup
3. ↑  Incluye la Liga de Campeones

## Selección nacional

### Categorías inferiores de los Países Bajos
Groenen formó parte de las selecciones sub-16, sub-17 y sub-19 de los Países Bajos. Con la sub-17, jugó un Campeonato de Europa, sin embargo, un tiempo después, abandonó el equipo alegando que quería centrarse más en su club.

### Bélgica
A pesar de que sus padres vivían en Bélgica, Groenen nació en Tilburg (Países Bajos) debido a unas complicaciones durante el parto, lo que le dio la nacionalidad holandesa. Esto le dio el derecho a jugar en la Selección de los Países Bajos, sin embargo, al haber vivido gran parte de su vida en Poppel, declaró que se identificaba como belga. Fue por esto por lo que pidió poder jugar con la Selección de Bélgica. Tras un largo período de trámites, la FIFA declaró que no tenía permiso para jugar con esta por no haber tenido un pasaporte belga cuando jugaba con las categorías inferiores de los Países Bajos.

### Países Bajos

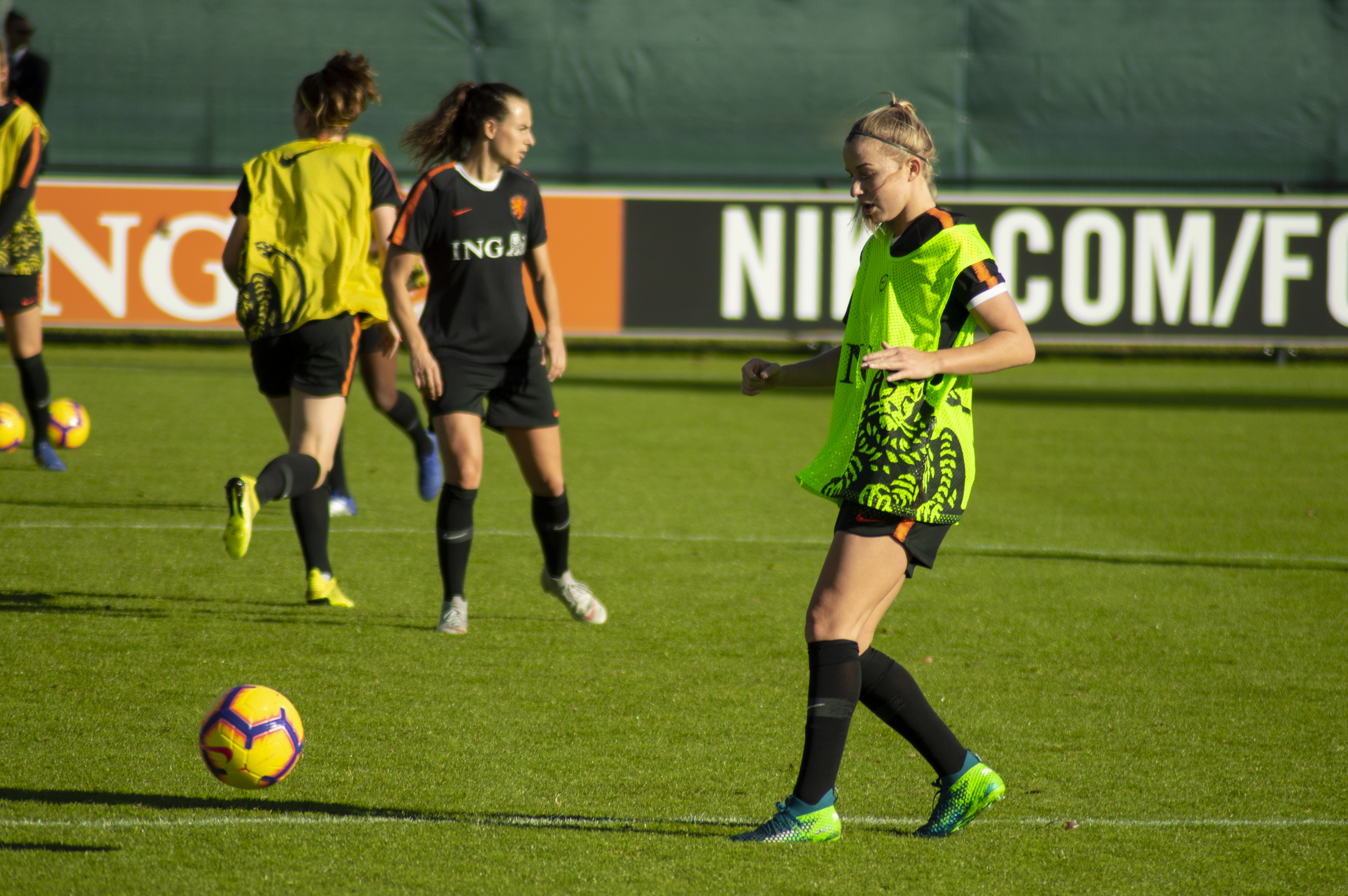
Groenen durante un entrenamiento

En 2016, fue convocada a la Selección absoluta de los Países Bajos. Debutó con esta el 22 de enero de 2016 en un partido contra Dinamarca.
En 2017, jugó en el Eurocopa 2017, en el que la Selección de los Países Bajos se convirtió en la campeona de Europa. Jugó en todos los partidos y formó parte del Equipo del Torneo. Tras ganar la competición, todas las jugadoras de la Selección de los Países Bajos fueron nombradas Caballeros de la Orden de Orange-Nasáu por el primer ministro Mark Rutte y la ministra de deportes Edith Schippers.
En febrero de 2018, Groenen fue seleccionada para representar a los Países Bajos en la Copa de Algarve 2018. La final, contra Suecia, no pudo ser disputada debido a las condiciones meteorológicas, por lo que el primer puesto fue otorgado a ambos equipos.
En abril de 2019, se anunció que Groenen había sido convocada para su primer Mundial disputado en Francia. Jugó en todos los partidos de titular y marcó en la prórroga el gol que le permitió a los Países Bajos avanzar hasta su primera final. El 7 de julio, se convirtió en subcampeona del mundo.

## Judo
Groenen ha ganado numerosos campeonatos en judo. En 2007, 2008 y 2009, fue la campeona nacional del grupo sub-15 de -32 kg. En 2010, se convirtió en la subcampeona de la categoría -44 kg. El 6 de marzo de 2010 ganó la medalla de oro en la categoría sub-17 en Tilburg, en los Países Bajos y la medalla de bronce en el Campeonato Europeo 2010 de -40 kg. En febrero de 2011, ganó el Campeonato Júnior de los Países Bajos en la categoría -44 kg.
La carrera de judo de Groenen se terminó cuando tenía 17 años. El FCR 2001 Duisburgo demostró su descontento cuando la neerlandesa se rompió la cadera en un accidente mientras practicaba el deporte un día antes de un partido de fútbol, por lo que dejó el judo.

## Palmarés

### Judo
- Campeonato nacional:
  - Sub-15 -32 kg: 2007, 2008, 2009.
  - -44 kg: 2010 (subcampeona)
  - Sub-20 -44 kg: 2011
- Campeonato regional sub-17: 2010
- Campeonato europeo (sub-17 -40 kg): 2010 (medalla de bronce)

### Fútbol

#### Internacional
- Eurocopa: 2017
- Copa de Algarve: 2018
- Mundial: 2019 (subcampeona)

#### Individual
- Equipo de la Eurocopa 2017: 2017

## Vida privada
A la vez que jugaba para el Chelsea, Groenen estudiaba Derecho en la Universidad de Tilburg. El club le proporcionaba apoyo pagándole los billetes de avión a los Países Bajos cuando tenía exámenes.